# Podhrad
Podhrad (németül Pograd) Cheb településrésze Csehországban a Karlovy Vary-i kerület Chebi járásában. Korábban önálló település.

## Fekvése
Csehország nyugati határvidékén, Cheb várostól 2 km-re délkeletre, 440 m tengerszint feletti magasságban a Jesenicei-víztározó déli partján fekszik.

## Története
Írott források elsőként 1287-ben a chebi vár birtokaként említik. Az évszázadok folyamán több nemesi család birtokolta: a 15. században a Rudusch-család, 1470-ben a seebergi Juncker-család, 1503-ban a Crahmer-család, 1638-ban Filip Martini, 1724-ben a Neuberg-család, 1754-ben a Gabler majd az Opitz-család tulajdonába került. 1945-ben államosították. Közvetlenül a második világháború előtt 48 lakóházában 464 lakosa volt. Jelenleg megközelítőleg 200 lakosa van.

## Nevezetességek
- Az első világháború idején területén hadifogoly-temetőt létesítettek, amely 420 orosz, 225 muszlim és 46 olasz, valamint a második világháború idején a környékbeli harcokban elesett 13 szovjet katona sírhelye. Síremlékeiket pravoszláv keresztek és félhold ábrázolások díszítik. A rendkívül elhanyagolt állapotú temetőt 2009-ben egymillió cseh koronás ráfordítással[2] újították fel.[3][4]
- Egykori kastélyát feltehetőleg a 14. században építették, írott források elsőként 1474-ben említik. 1863-ban neogótikus stílusban átépítették. Az 1950-es években a Jesenice-víztározó kialakításakor a kastélyt lebontották.
- Kőkeresztek. Összesen hét kőkereszt található két helyszínen, ezek egyikén hat kereszt csoportosan, némelyiknek már csak maradványa látható.

## Képtár

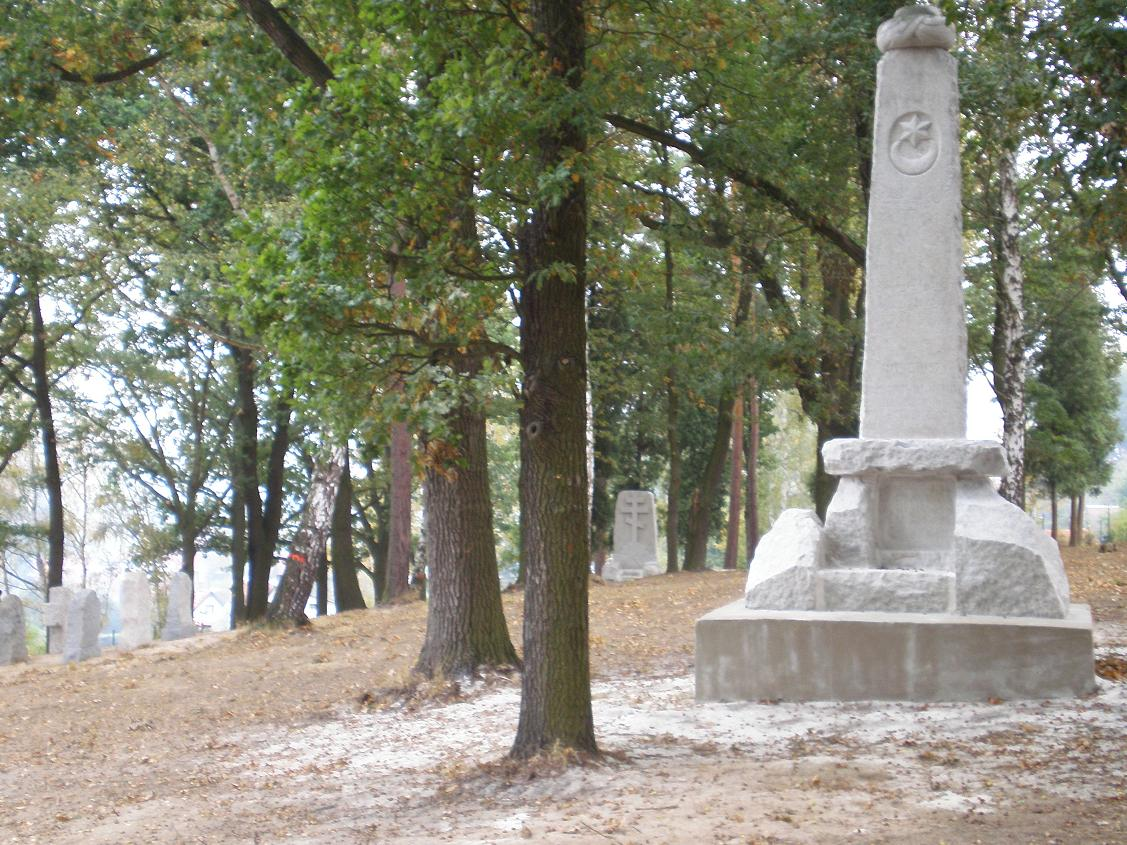
Muszlim katonák síremléke a hadifogoly-temetőben
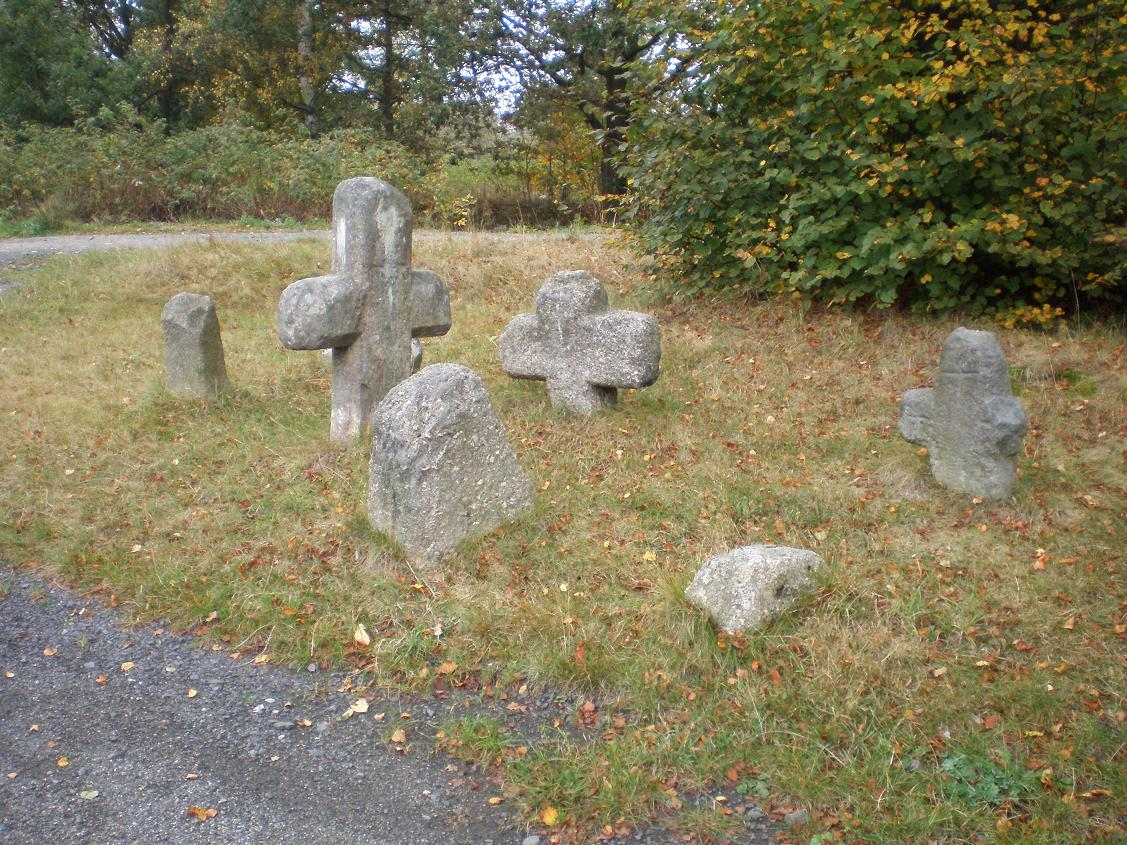
Kőkeresztek

## Fordítás
- Ez a szócikk részben vagy egészben a Podhrad című cseh Wikipédia-szócikk ezen változatának fordításán alapul.  Az eredeti cikk szerkesztőit annak laptörténete sorolja fel. Ez a jelzés csupán a megfogalmazás eredetét és a szerzői jogokat jelzi, nem szolgál a cikkben szereplő információk forrásmegjelöléseként.